# Sugbongcogon
Sugbongcogon (Bayan ng Sugbongcogon) är en kommun i Filippinerna. Kommunen ligger på ön Mindanao, och tillhör provinsen Misamis Oriental. Folkmängden uppgår till 7 362 invånare.
Sugbongcogon delas in i 10 barangayer.